# ATP Bangkok
Das ATP-Turnier von Bangkok (offiziell zuletzt Thailand Open) war ein Herren-Tennisturnier der ATP, das von 2003 bis 2013 in Bangkok auf Hartplatz ausgetragen wurde und jährlich im September stattfand.

## Geschichte
Das Turnier ersetzte die Veranstaltung in Hongkong. Bei seiner Einführung zählte es zur International Series auf der ATP Tour, seit 2009 gehörte es zur dessen Nachfolgerserie, der ATP Tour 250. Im November 2013 wurde bekannt gegeben, dass das Turnier auf der ATP Tour vom Wettbewerb in Shenzhen abgelöst wird.

## Siegerliste
Rekordsieger ist der Schweizer Roger Federer, der das Turnier zweimal gewinnen konnte; im Doppel sind die Israelis Jonathan Erlich und Andy Ram sowie der Inder Leander Paes mit jeweils zwei Titeln Rekordsieger. Mit den Brüdern Sonchat und Sanchai Ratiwatana konnten 2007 erstmals zwei Thailänder das Turnier im Doppel gewinnen.

### Einzel
| Jahr | Sieger                 | Finalgegner         | Finalergebnis |
| ---- | ---------------------- | ------------------- | ------------- |
| 2013 | Milos Raonic           | Tomáš Berdych       | 7:64, 6:3     |
| 2012 | Richard Gasquet        | Gilles Simon        | 6:2, 6:1      |
| 2011 | Andy Murray            | Donald Young        | 6:2, 6:0      |
| 2010 | Guillermo García López | Jarkko Nieminen     | 6:4, 3:6, 6:4 |
| 2009 | Gilles Simon           | Viktor Troicki      | 7:5, 6:3      |
| 2008 | Jo-Wilfried Tsonga     | Novak Đoković       | 7:64, 6:4     |
| 2007 | Dmitri Tursunow        | Benjamin Becker     | 6:2, 6:1      |
| 2006 | James Blake            | Ivan Ljubičić       | 6:3, 6:1      |
| 2005 | Roger Federer (2)      | Andy Murray         | 6:3, 7:5      |
| 2004 | Roger Federer (1)      | Andy Roddick        | 6:4, 6:0      |
| 2003 | Taylor Dent            | Juan Carlos Ferrero | 6:3, 7:65     |

### Doppel
| Jahr | Sieger                                | Finalgegner                          | Finalergebnis    |
| ---- | ------------------------------------- | ------------------------------------ | ---------------- |
| 2013 | Jamie Murray John Peers               | Tomasz Bednarek Johan Brunström      | 6:3, 3:6, [10:6] |
| 2012 | Lu Yen-hsun Danai Udomchoke           | Eric Butorac Paul Hanley             | 6:3, 6:4         |
| 2011 | Oliver Marach Aisam-ul-Haq Qureshi    | Michael Kohlmann Alexander Waske     | 7:64, 7:65       |
| 2010 | Christopher Kas Viktor Troicki        | Jonathan Erlich Jürgen Melzer        | 6:4, 6:4         |
| 2009 | Eric Butorac Rajeev Ram               | Guillermo García López Mischa Zverev | 7:64, 6:3        |
| 2008 | Lukáš Dlouhý Leander Paes (2)         | Scott Lipsky David Martin            | 6:4, 7:64        |
| 2007 | Sanchai Ratiwatana Sonchat Ratiwatana | Michaël Llodra Nicolas Mahut         | 3:6, 7:5, [10:7] |
| 2006 | Jonathan Erlich (2) Andy Ram (2)      | Andy Murray Jamie Murray             | 6:2, 2:6, [10:4] |
| 2005 | Paul Hanley Leander Paes (1)          | Jonathan Erlich Andy Ram             | 6:75, 6:1, 6:2   |
| 2004 | Justin Gimelstob Graydon Oliver       | Yves Allegro Roger Federer           | 5:7, 6:4, 6:4    |
| 2003 | Jonathan Erlich (1) Andy Ram (1)      | Andrew Kratzmann Jarkko Nieminen     | 6:3, 7:64        |